# Michael Green (arkitekt)
Michael Green, född 1966, i Kanada, är en kanadensisk arkitekt. 
Michael Green växte upp i Ottawa i Kanada. Han utbildade sig till arkitekt i USA. Michael Green har blivit känd för stora träbyggnader. Han skrev 2012 boken The Case for Tall Wood Buildings.
Han var fram till 2011 delägare i kanadensiska McFarlane Green Biggar Architecture and Design. År 2012 grundade han arkitektfirman Michael Green Architecture i Vancouver i Kanada.

## Verk i urval
- Wood Innovation Design Centre på University of Northern British Columbia, 2014, Prince George, British Columbia, Kanada[1]
- T3 (Timber, Technology, Transit), 2016, kontorshus, Minneapolis, USA[2]
- Multiaktivitetshuset i Gällivare, planerat att färdigställas 2023[3][4]